# وارنر براذرز أنيميشن
وارنر براذرز أنيميشن ستوديوز (بالإنجليزية: Warner Bros. Animation) هو قسم الرسوم المتحركة لوارنر براذرز التابعة لوارنر ميديا. الشركة مرتبطة عن قرب مع شخصيات لووني تونز وميري ميلوديز، مثل باغز باني، دافي داك، بوركي بيغ، إلمر فاد، تازماينيان ديفل، مارفن ذا مارشن، يوسميتي سام، سيلفستر، تويتي، وشخصيات أخرى معروفة حول العالم.
الاستوديو هو خليفة وارنر براذرز كارتونز (المعروف سابقا باسم ليون شليسنجر برودكشنز) الذي ظل ينتج سلسلة لووني تونز وميري ميلوديز في الفترة من 1933 إلى 1963. وارنر براذرز أعادت إنشاء قسم الرسوم المتحركة لإنتاج العديد من الأعمال ذات العلاقة مع لووني تونز. منذ عام 1980، بدأت وارنر براذرز أنيميشن بإنتاج أعمال تابعة لشركات أخرى مثل دي سي كوميكس التابعة لشركة تايم وارنر.

## تاريخ

### 1972- 1989: إعادة تشغيل الاستوديو
أغلقت أبواب وارنر براذرز كارتونز والأقسام ذات العلاقة بإنتاج الرسوم المتحركة القصيرة عام 1969 بسبب ارتفاع التكاليف وهبوط عوائد إنتاجها. تم التعاقد مع شركات خارجية لإنتاج الأعمال ذات العلاقة مع لووني تونز، مثل شركة تشاك جونز برودكشنز. أولى ثمرات الاتفاق كان فيلم كارنفال أوف ذي أنيمالز لتليه عروض أخرى، هذه العروض مع الفيلم الوثائقي باغز باني: سوبرستار دفعت تشاك جونز لإنتاج ذا باغز باني/رود رنر موفي لمصلحة وارنر براذرز عام 1979، الفيلم كان مكونا من أفضل ما قدمه جونز من عروض كلاسيكية مضافا إليها مشاهد جديدة لباغز باني رابطا تلك العروض. استجابت وارنر براذرز لنجاح الفيلم في إعادة إنشاء قسم الكارتون الخاص بها.
وارنر براذرز فتحت أبواب القسم الجديد عام 1980 لإنتاج الأفلام التجميعية وعروض التلفزيون الخاصة من بطولة شخصيات لووني تونز، فريز فريلينغ قبل بيعه لشركته ديباتي-فريلينغ أنتج فيلم ذا لووني لووني لووني باغز باني موفي (1981)، ليعود إلى وارنر براذرز كمنتج منفذ لقسم الرسوم المتحركة، ويخرج عروضا أخرى مثل باغز بانيس ثيرد موفي: 1001 رابيت تايلز (1982) ودافي داكس موفي: فانتاستيك آيلاند (1983). عاد للقسم العديد ممن عملوا سابقا في وارنر براذرز كارتونز مثل جون دان ودايف ديتيج.
في عام 1986 غادر فريلينغ، ليخلفه في المنصب ستيفن إس. غرين وكاثلين هيلبي-شيبلي. أكمل الاستوديو إنتاج العروض الخاصة مع شخصيات لووني تونز، كما بدأت بإنتاج عروض سينمائية مثل ذا داكسورست (1987)، نايت أوف ذا ليفينغ داك (1988)، بوكس أوفيس باني (1990)، وكاروتبلانكا (1995). العديد من تلك العروض قام بإخراجها غريغ فورد، تيري لينون، وأيضا داريل فان سيترس.

### 1989- 1997: الانتقال إلى برامج الرسوم المتحركة للتلفزيون
ابتداء من 1989، انتقلت وارنر براذرز أنيميشن لإنتاج برامج التلفزيون، أسس القسم توم روجر الذي جلب معه الفريق الذي أنتج مسلسل أ باب نايمد سكووبي-دوو من هانا-باربيرا. أول إنتاج تلفزيون للاستوديو كان تايني توون أدفنشرز (1990-1992) من بطولة شخضيات يافعة من مبنية من شخصيات لووني تونز الكلاسيكية. ثم جاء مسلسل أنيماينياكس (1993-1998) والمسلسل المشتق منه بينكي آند ذا براين (1995-1998) وفريكازويد! (1995-1997).
أنتج الاستوديو أعمالا مبنية من القصص المصورة من دي سي كوميكس، مثل باتمان: ذي أنيميتد سيريز (1992-1995)، سوبرمان: ذي أنيميتد سيريز (1996-2000).

### 1997- 2003: ارتفاع وانخفاض وارنر براذرز فيتشر أنيميشن
بعد نجاح فيلم الرسوم المتحركة الأسد الملك (1994) من ديزني، بدأت وارنر براذرز بالانتقال نحو السينما. فبدأت بأول فيلم رسوم متحركة سبيس جام ] (1996) الذي جمع بين الكارتون والتمثيل البشري الحي. نال الفيلم نجاحا في شباك التذاكر. تلى ذلك بعض الأفلام التي لم تنل نجاحا مثل كويست فور كاميلوت (1998)، ذي آيرون جاينت (1999)، أوزموزس جونز (2001) ، لوني تونز: باك إن أكشن بعد هذا الفيلم الأخير، تم إيقاف إنتاج الأفلام السينمائية والتركيز على عروض التلفزيون.

### 1996- الوقت الحاضر: عمليات الاستحواذ وحال وارنر براذرز أنيميشن ستوديوز الآن
الشركة الرئيسة لوارنر براذرز تايم وارنر اندمجت مع ترنر إنترتاينمنت عام 1996، هذا أدى إلى استعادة وارنر براذرز لمكتبتها القديمة التي ضمت عروض لووني تونز وميري ميلوديز الملونة ما قبل أغسطس 1948 (بما أن مكتبة ما بعد التاريخ المذكور عادت إليها عام 1967 عندما اندمجت مع سيفن آرتس)، أيضا وضعت وارنر براذرز يدها على إنتاجات ترنر فيتشر أنيميشن وهانا-باربيرا، ترنر فيتشر دمجت مع وارنر براذرز فيتشر أنيميشن، بينما دمجت هانا-باربيرا مع وارنر براذرز أنيميشن. بعد وفاة ويليام هانا عام 2001، تولت وارنر إنتاج أعمال هانا-باربيرا مثل سكووبي-دوو، وبدأت بإنتاج أعمال جديدة مبنية على شخصيات هانا-باربيرا. عملية الاندماج مع ترنر جعلت وارنر تضع يدها أيضا على مكتبة إم جي إم، والتي تحوي عروضا كلاسيكية مثل توم آند جيري، درووبي، بارني بير وسكروي سكويرل.
برامج هانا-باربيرا التي أنتجت لمصلحة كارتون نتوورك التابعة لترنر قبل وبعد اندماج تايم وارنر مع ترنر نقل إنتاجها إلى كارتون نتوورك ستوديوز، الشركة الشقيقة لوارنر براذرز أنيميشن.
لتوسيع وجود ممتلكات الشركة عبر الإنترنت، أطلقت وارنر براذرز موقع KidsWB.com في 28 أبريل 2008، الذي يضم كافة ما تملكه الشركة من ممتلكات الرسوم المتحركة في بيئة واحدة تتيح التفاعل مع الجمهور، يوفر الموقع حلقات الكارتون وألعاب كمبيوتر كلها مدعمة بالإعلانات لشخصيات لووني تونز، هانا-باربيرا، دي سي كوميكس وأخرى.

## المكتبة
تضم مكتبة وارنر براذرز عددا كبيرا من الممتلكات التي حازت عليها قبل وبعد عمليات الاندماج والاستحواذ المذكورة سابقا، وارنر تمتلك حقوق الأعمال التي أنتجتها و/أو التي تقوم بتوزيعها، والتي تضم:
- عروض لووني تونز وميري ميلوديز، سواء التي نالتها بعد الاندماج مع سيفن آرتس أو مع ترنر إنترتاينمنت
  - مختلف عروض التلفزيون الخاصة ومسلسلات التلفزيون المبنية من شخصيات تلك السلسلة
- مختلف برامج الرسوم المتحركة للتلفزيون ابتداء من 1960 وما بعده
  - سلسلة دي سي كوميكس ما قبل 1990 التي أنتجتها عدة شركات مثل هانا-باربيرا وفيلمايشن
  - جميع البرامج من إنتاج وارنر براذرز ابتداء من 1990.
- العديد من الرسوم المتحركة التي تولت توزيعها وارنر براذرز خلاف لووني تونز من عام 1962 (قامت بإنتاجها شركات مختلفة)
- أولى ثلاثة أفلام بوكيمون خلاف ما تمتلكه الشركة اليابانية.
- جميع أفلام الرسوم المتحركة السينمائية من إنتاج وارنر براذرز من عام 1990 وما بعده.

إضافة إلى ذلك، تمتلك وارنر العديد من أعمال الرسوم المتحركة من عمليات الاندماج والاستحواذ المتعددة
- عروض سوبرمان السينمائية من باراماونت بكشرز (العروض واقعة تحت الملكية العامة لكن وارنر براذرز تمتلك المكونات الأصلية)
- مارين بوي
- مكتبة رانكن/باس 1974-1989 من لوريمار-تيليبكشرز.
- واترشيب داون
- ممتلكات ترنر برودكاستينغ سيستم والتي تضم
  - الممتلكات المستحوذ عليها من ترنر إنترتاينمنت
    - مكتبة إم جي إم قبل 1986 والتي تضم
      - أفلام الكارتون القصيرة 1934-1967
      - الحقوق الأمريكية على ماجيك بوي
      - ذا فانتوم توولبووث
      - ثلاثة عروض تلفزيون خاصة 1966-1970
      - مسلسل التلفزيون توم آند جيري التي أنتجتها هانا-باربيرا عام 1975 وفيلمايشن في 1980

    - سلسلتي رسوم متحركة مبنية من جيليغان آيلاند
    - عروض بوباي المسرحية 1933-1957 من باراماونت
    - سلسلة كابتن بلانيت آند ذا بلانيتيرس من ديك إنترتاينمنت

  - الكثير من مكتبة تافت برودكاستينغ
    - ما بقي من إنتاجات هانا-باربيرا قبل 1996 متضمنة معظم مسلسلات التلفزيون، العروض الخاصة، والأفلام السينمائية التي أنتجتها الشركة
    - معظم مكتبة روبي-سبيرز ما قبل 1991

وارنر براذرز تمتلك حقوق DVD للبرامج التي تنتجها كارتون نتوورك ستوديوز.

## برامج التي ينتجها الاستوديو

### عقد 1980
1.لوني تونز1980-1989
2.توم وجيري 1985-1988
3.سوبرمان1984-1988
4.باتمان 1985-1988
5.تايني تون 1989-1995
6.بلاستيك مان 1980-1981
7.جرو اسمه سكوبي1988-1991
8.سكوبي دو1980-1989
9.قطط الرعد 1985-1989

### عقد 1990
1. الضاحكون1991 -1993
2.تايني تون 1990-1995
3.لوني تونز1990-1997
4.باتمان1992-1995
5.ابناء توم وجيري 1990-1994
6.بينكي وبراين 1995-1998
7.سوبرمان 1996-2000
8.مختبر دكستر1995-2003
9. 1997-1995 Freakzoid
10. مغامرات سلفستر وتويتي 1995-2002
11.رواد المخاطر 1996-1997
12.New Adventures Batman/Superman 1997-2000
13.جوني برافو 1997-2004
14.باتمان بيوند 1999-2001
1999.15 - الاكتشاف2000
16.Waynhead 1996-1997
17.عرض باغز ودافي 1995-1998
18.ادد اد وادي 1999-2009
19.الفرقة م7 1997-2001
20.جوني كويست 1996-1997
21.كوردج الجبان 1999-2002
22.باتمان 1997-1999
23.فتيات القوة 1998-2005

### عقد 2000
1.خروف في المدينة 2000-2002
2.بايبي لوني تيونز 2001-2004
3.فرقة العدالة 2001-2004
4.اولاد الجيران 2002-2008
5.مغامرات سكوبي دو 2002-2006
6.مراهقوا التايتنز2003-2006
7.ساموراي جاك 2001-2005
8.ميغاس2004-2005
9.داك المروع 2003-2005
10.الطاقة المغناطيسية 2000-2004
11.المرحون الاشقياء 2005-2007
12.كريبتو الكلب 2005-2006
13.باتمان 2004-2008
14.بن10 2005-2008
15.جوني تيست 2005-2006
16.قصص توم وجيري 2006-2008
17.المصارعين المقنعين 2002-2005
18.كونغ فو شاولين 2003-2006
19.مختبر دكستر2001-2003
20.باتمان الشجاع والجرئ 2008-2011
21. بن10الين فورس 2008-2010
22.عائلة ساتردايز 2008-2010
23.غريم والشرير 2001-2002
24.مغامرات بيلي وماندي2003-2008
25.اد ادد وادي 2000-2009

### عقد2010
1.جنرايتور ريكس 2010-2013
2. شباب العدالة2010-2012
3. ابطال التايتنز انطلقوا منذ2013
4. عرض توم وجيري (مسلسل 2014)
5. عرض لوني تونز 2012-2014
6. المصباح الأخضر2012-2013
7. باتمان يولتيميدت 2015
8.بن 10 التمت الين 2010-2012
9.ثانوية سوبرغيرلز2015-2016
10.ثانوية سوبرهيرو منذ 2019
11.يونيكيتي2018-2020
12. فرقة العدالة اكشن 2016-2018
13. سكوبي دو واحزر من 2018-2020
14.قطط الرعد 2011-2012
2014-2011DC NATION SHORTS .15
16.لوني تيونز الجديد 2015-2018
17.لوني تيونز كارتونز 2019-2021
18.فرقة العدالة2014-2018

### عقد 2020
1.النمور الصاعقة هاوو
2. جيلي ستون
3. بنّاؤو باغز باني
4. بات ويلز
5. تايني تون جامعة الكرتون
6. عالم غامبول المدهش الغريب

## وصلات خارجية
- وارنر براذرز أنيميشن على موقع IMDb (الإنجليزية)
- الموقع الرسمي لوارنر براذرز
- Warner Bros. Animation في قاعدة بيانات الأفلام على الإنترنت
- تأريخ وارنر براذرز كارتونز

لوني تيونز